# Hebe (plantă)
Hebe este un gen de plante din familia Scrophulariaceae.

## Specii
Cuprinde  circa 138 specii.